# Insa-dong
Insa-dong é um bairro localizado no coração da cidade de Seul. A rua principal deste bairro já foi um córrego que dividia duas cidades cujos nomes terminavam em  “In” e “Sa”. Depois de unidas, elas formaram o bairro Insa-dong. A rua se estende por 700 metros entre o Anguk-dong Rotary e o Parque Tapgol (Jongno 2-ga). Durante a Dinastia Joseon (1392-1910), a rua era dominada por Dohwawon, um local de estudo para pintores. No passado era um lugar muito querido por artistas e escritores e foram essas pessoas que se reuniram, ganharam poder comercial sobre o bairro e levaram Insa-dong a se tornar o que é hoje. Essencialmente, é um bairro profundamente enraizado na história da arte e da cultura coreana.

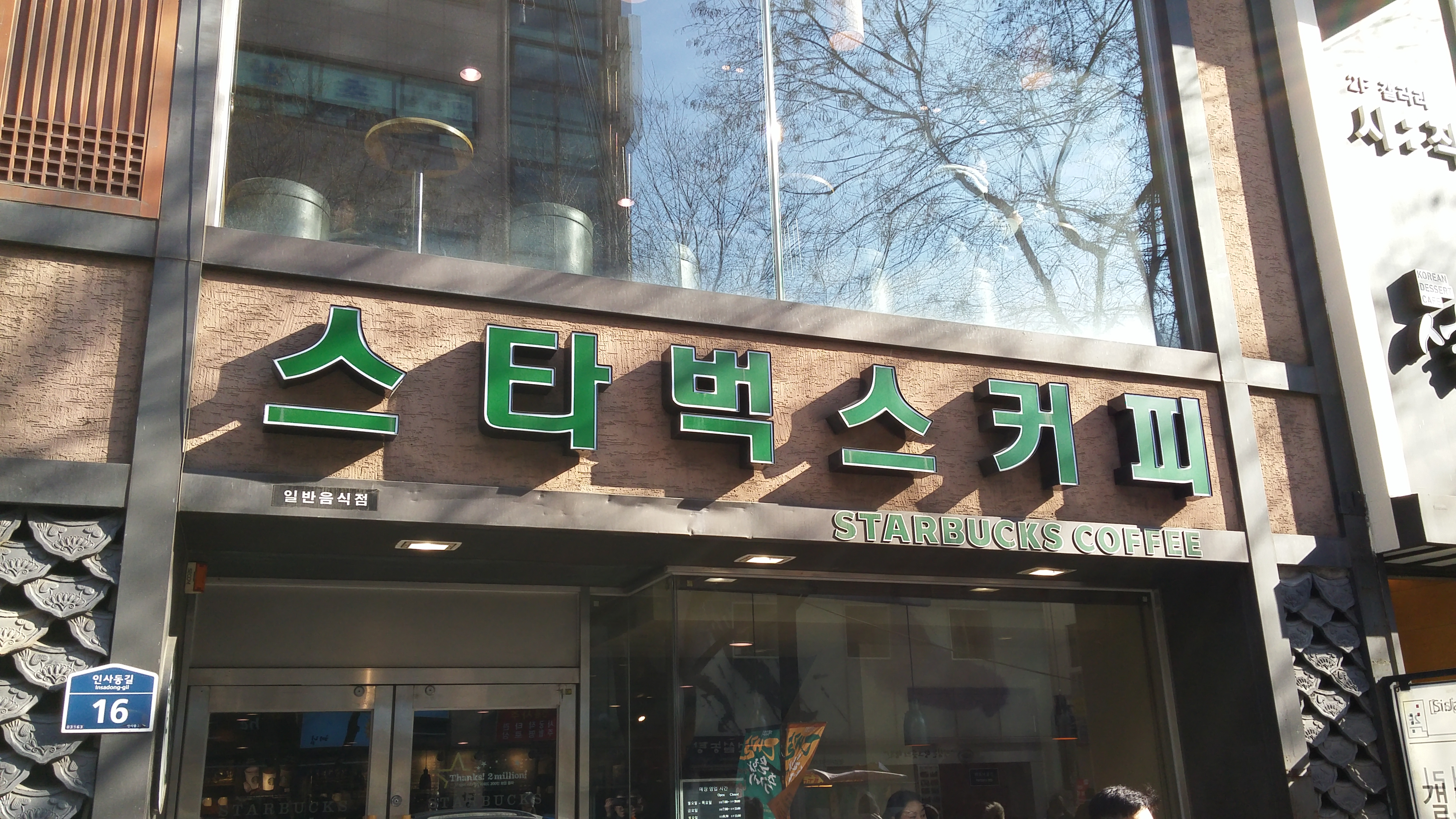
Starbucks escrita em Hangul

Trata-se de um dos lugares que mais exala o charme tradicional coreano, Insa-dong é um bairro pitoresco que transporta os visitantes ao passado da Coreia em que que as mulheres vestiam hanbok e os homens andavam a cavalo. Pode ser devido às diversas lojas de souvenirs alinhadas ao longo das ruas, mas naquele lugar a essência da Coreia continua forte e intacta. Até mesmo a marca da famosa rede Starbucks foi escrita em Hangul.
O bairro também pode ser considerado um dos melhores lugares em Seul para comprar arte, produtos e lembranças tradicionais coreanas, pois está repleto de lojas de antiguidades, galerias de arte, papelarias tradicionais, lojas de artesanato, cerâmica e porcelana, livrarias e lojas de materiais de arte. As lojas do bairro são muito famosas entre todas as faixas etárias por serem únicas. Insa-dong é especialmente popular entre os turistas internacionais. É neste lugar que eles podem experimentar e ver em primeira mão a cultura tradicional coreana e também comprar produtos como hanbok (roupa tradicional), hanji (papel tradicional), chás, obras de arte, peças de cerâmica, artesanato popular, materiais de caligrafia, móveis antigos, lembranças e acessórios bonitos.

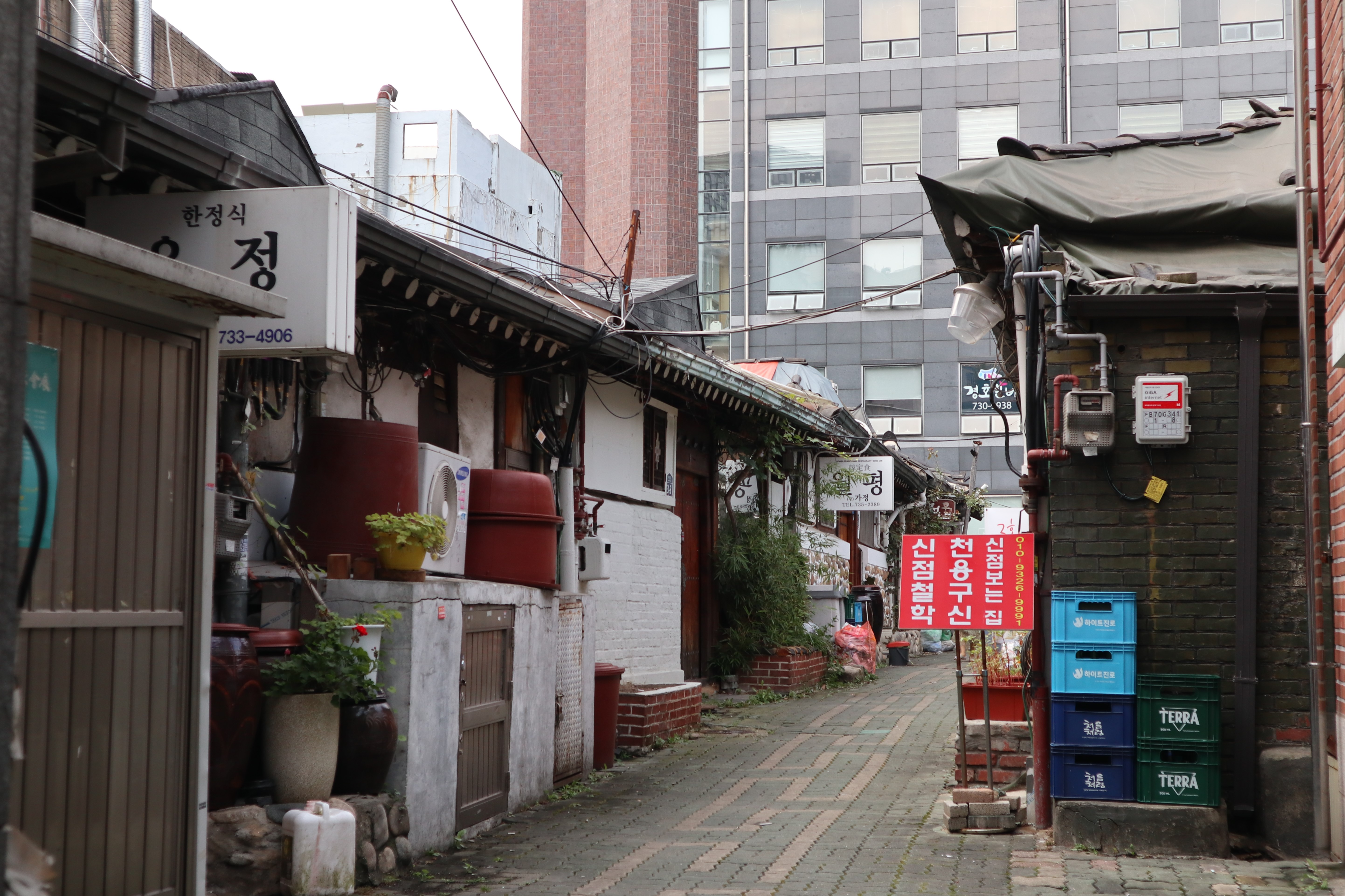
Uma das ruelas de Insa-dong

As galerias de arte são o coração de Insa-dong. Existem cerca de 100 galerias que oferecem todos os tipos de arte tradicional coreana, de pinturas a esculturas. As galerias mais famosas são a Galeria Hakgojae, que funciona como centro de arte popular, a Gana Art Gallery, que promove muitos artistas promissores, e o Gana Art Center. Aproximadamente 40% do artesanato coreano são negociados em Insa-dong. Alguns produtos remontam ao Período dos Três Reinos (57 a.C.-668 d.C.) Os itens mais populares são cerâmicas coreanas, cujo preço varia de centenas de dólares a milhares de dólares.
As casas de chá construídas em madeira e os restaurantes tradicionais são o complemento perfeito para as galerias. Escondidos entre as ruelas sinuosas que saem da rua principal, formam uma espécie de caça ao tesouro. 

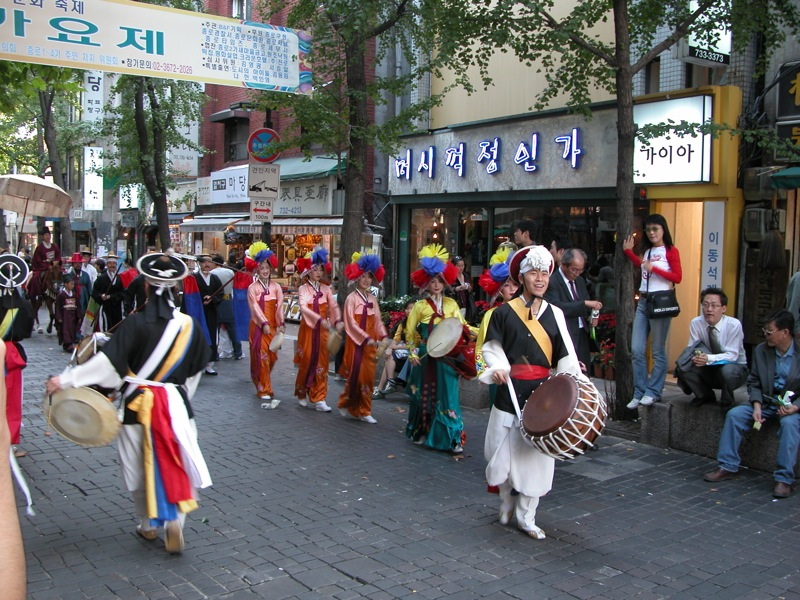
Bairro Insa-dong em uma apresentação popular

Todos os sábados das 14h às 22h e aos domingos das 10h às 22h, a rua principal é interditada ao trânsito de veículos e torna-se um espaço cultural. Lojas montam estandes do lado de fora e comerciantes de doces coreano, vendedores ambulantes de aperitivos tradicionais e bancas de cartomantes podem ser facilmente encontrados. As ruas ganham vida com apresentações de rua, artistas e exibições tradicionais e o lugar é preenchido por uma grande quantidade de jovens e idosos que vieram para passear em um dos bairros mais fascinante e criativos de Seul. Além disso, vários eventos de arte e festivais costumam ser celebrados em Insa-dong.
Insa-dong também está perto de outras atrações turísticas, como rio Cheonggyecheon e Gyeongbokgung (o palácio real da Dinastia Joseon).

## Centros de Informações

### Centro de Informações Insa-dong
O centro de informações está localizado a 100 m de Ssamjigil, em direção ao Templo Jogyesa. Os serviços oferecidos incluem serviços de interpretação, informações turísticas, acesso gratuito à Internet e um programa que permite aos visitantes usar hanbok. Ao fazer uma reserva com pelo menos uma semana de antecedência, os visitantes podem ouvir uma série de gravações sobre a cultura coreana em inglês, japonês e / ou chinês.
• Horário: 09:30 ~ 18:30 (aberto o ano todo, exceto no Ano Novo Lunar e no Chuseok, Dia de Ação de Graças da Coreia)

### Centro de Informações Turísticas de Nam (Sul) Insa
Localizado bem em frente ao Nam Insa Madang, ao sul de Insa-dong, o centro turístico oferece serviços de interpretação junto com informações turísticas.
• Horário: 10h ~ 18h (aberto todo o ano, inclusive feriados)

### Centro de Informações Turísticas Buk (norte) Insa
Localizado a 50m da saída 6 da estação Anguk (linha 3 do metrô), o centro oferece informações turísticas, serviços de interpretação e informações sobre hospedagem e diversos espetáculos.
• Horário: 12h às 22h (aberto o ano todo, exceto no Ano Novo Lunar e no Chuseok)

## Meios de transporte

### [Metrô]

#### Estação Anguk (Linha 3 do Metrô de Seul), Saída 6.
Siga 100m em frente e vire à esquerda.
Aluguel de armários (lockers):
• As taxas são cobradas a cada quatro horas até 12 horas. Após esse período, as taxas são cobradas uma vez a cada 12 horas.
• Formas de pagamento aceitas: T-Money Card (cartão de transporte), cartões de crédito, dinheiro

#### Estação Jonggak (Linha 1 do Metrô de Seul), Saída 3.
Siga em frente por 300 m e vire à esquerda no cruzamento de 4 vias.
Siga em frente por 100 m e pegue o caminho à esquerda em direção a Insadong-gil.

### [Ônibus]
Desça na estação de Anguk, no Departamento de Polícia de Jongno ou no ponto de ônibus Insa-dong.